# Wornfeld
Wornfeld ist ein Gemeindeteil der Gemeinde Hainsfarth im Landkreis Donau-Ries (Regierungsbezirk Schwaben, Bayern).

## Geographie
Der Weiler liegt auf freier Flur, circa 2 km östlich von Hainsfarth. Eine Gemeindestraße verbindet ihn mit Hainsfarth und der Staatsstraße 2216.

## Geschichte
Im Jahr 1267 war Wornfeld im Besitz der Herrschaft Steinhart und gelangte später vollständig zum Deutschen Orden (Kommende Oettingen). Dort verblieb der Ort bis zum Ende des Alten Reiches (1806). Die Häuser in Wornfeld gehörten größtenteils zur katholischen Pfarrei Hainsfarth, obwohl im 16., 17. und auch im 19. Jahrhundert einige Wornfelder Familien und Bewohner evangelisch waren. Diese gingen nach Steinhart in die Kirche.
Der Ort gehörte bereits vor der Gebietsreform in Bayern zur Gemeinde Hainsfarth.
Zwei Winterlinden an der Kapelle waren als Naturdenkmal gelistet. Im Jahr 2005 mussten sie jedoch aus Sicherheitsgründen gefällt werden.

## Baudenkmäler
- Die Weilerkapelle aus dem 19. Jahrhundert